# Здание Грузугля (Тбилиси)
Здание треста «Грузуголь» — административное здание, построенное в Тбилиси в 1953 году архитекторами Константином Чхеидзе и Михаилом Чхиквадзе. Здание расположено в конце проспекта Руставели, дом 52. В настоящее время здание принадлежит Академии наук Грузии. Здесь же расположен офис Союза кинематографистов Грузии. На ступеньках под колоннадой главного фасада (со стороны проспекта Руставели) каждый день идёт торговля сувенирами.

## История

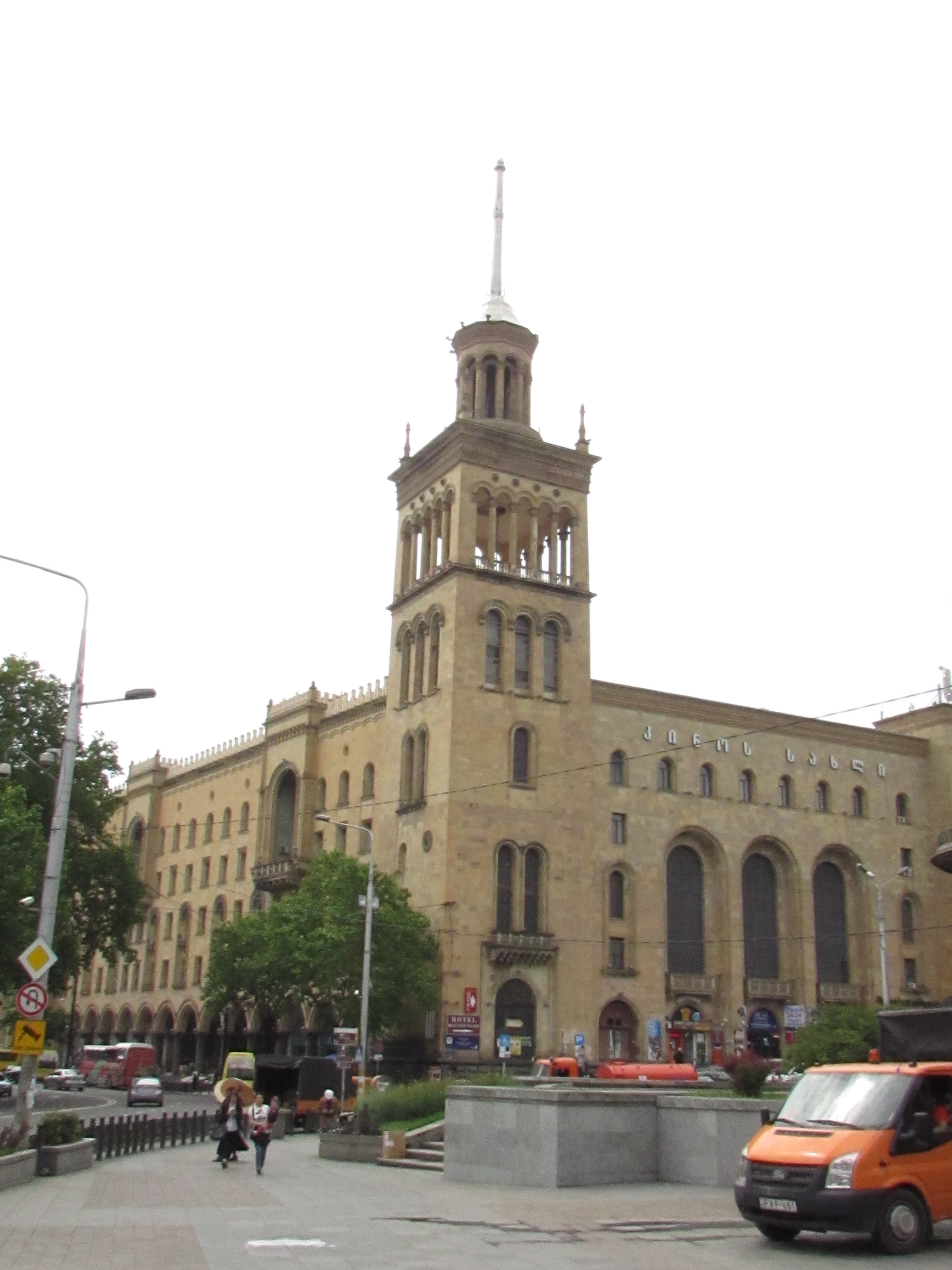
Башня здания «Грузуголь»

В 1955 году здание (наряду с другими монументальными зданиями сталинского ампира) подверглось критике в рамках знаменитого постановления «Об устранении излишеств в проектировании и строительстве», в котором отмечалось:

При строительстве административного здания комбината «Грузуголь» в г. Тбилиси (архитекторы Чхиквадзе и Чхеидзе) сооружена декоративная, практически не используемая башня высотой 55 метров стоимостью 3 млн рублей; затраты на облицовку фасадов этого здания составили 8,1 млн рублей или 33 проц. общей стоимости строительства.

## Архитектурный стиль
Архитектурный стиль здания эклектичен. В балконах здания на главном фасаде отчётливо ощущается влияние мавританского стиля.
Советский писатель Леонид Волынский в книге «Сквозь ночь» (1974) обращал внимание на то, что архитекторы позаимствовали идею здания у шведского архитектора Эстберга, построившего в 1923 году ратушу в Стокгольме[значимость факта?]. Действительно, у зданий схожая структура фасадов, объединённых угловой башней.
Фасад здания облицован туфом.

## Галерея

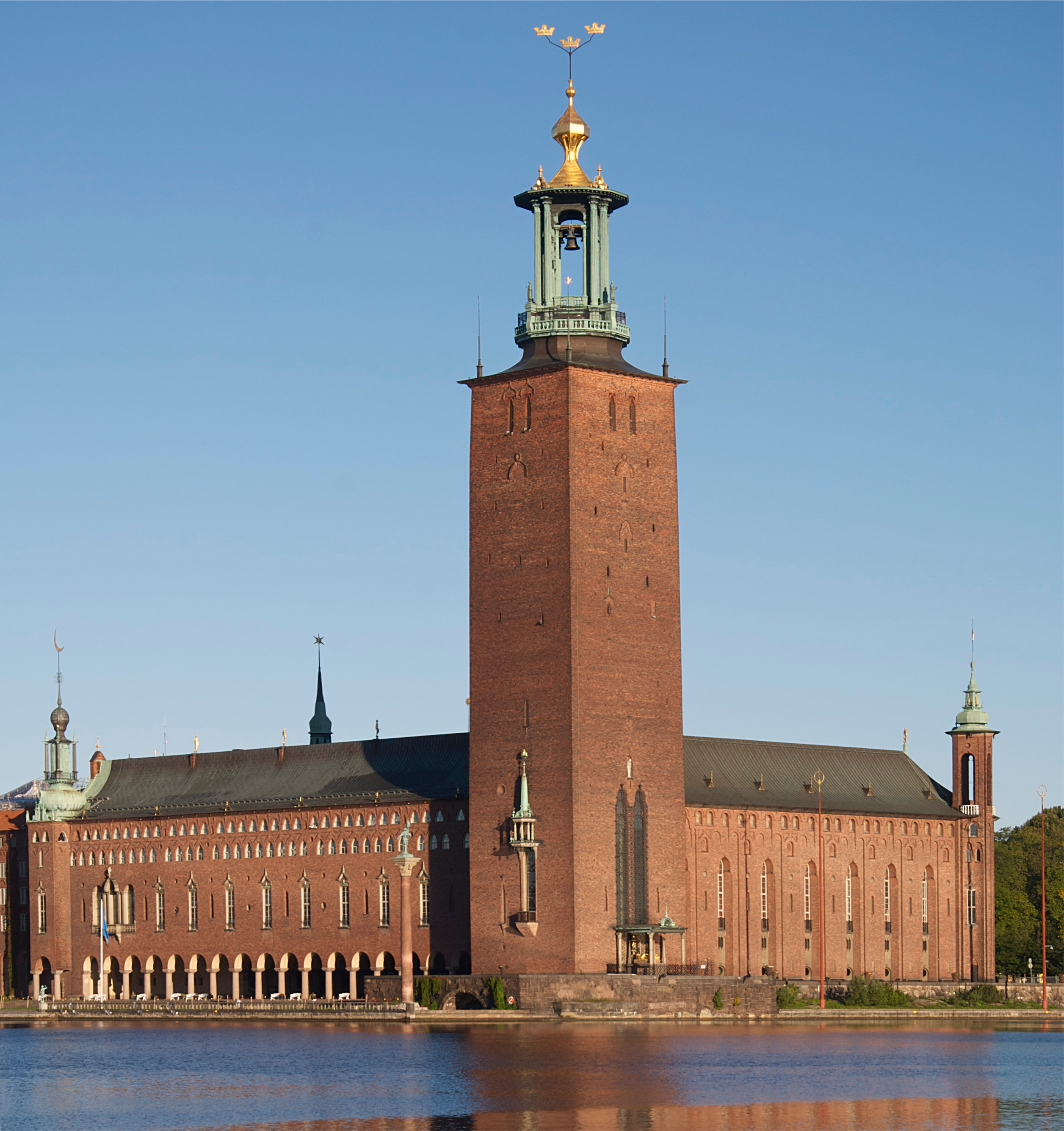
Здание ратуши в Стокгольме — возможный прообраз здания «Грузуголь»
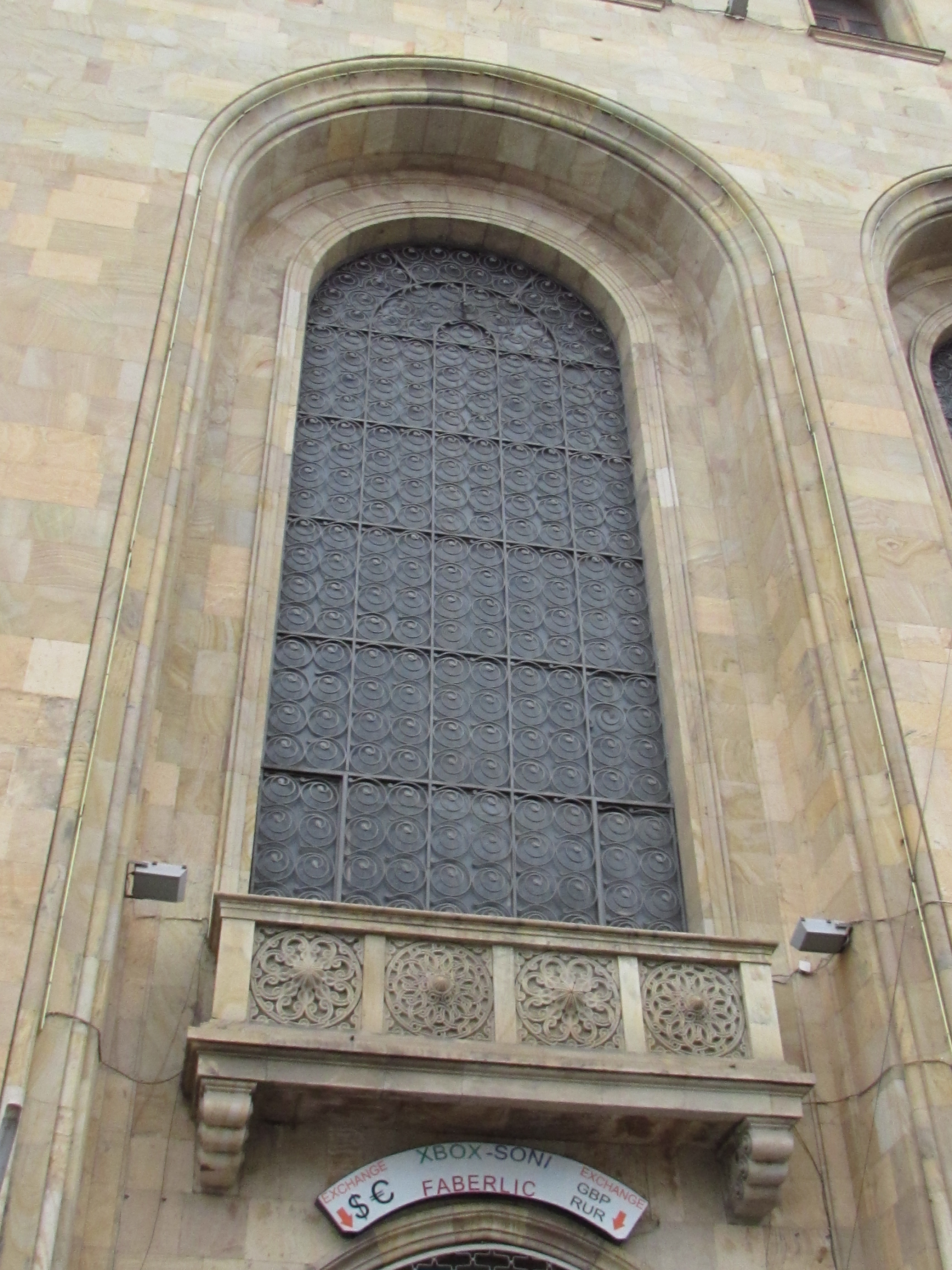
Окно здания «Грузуголь» (северо-западный фасад)
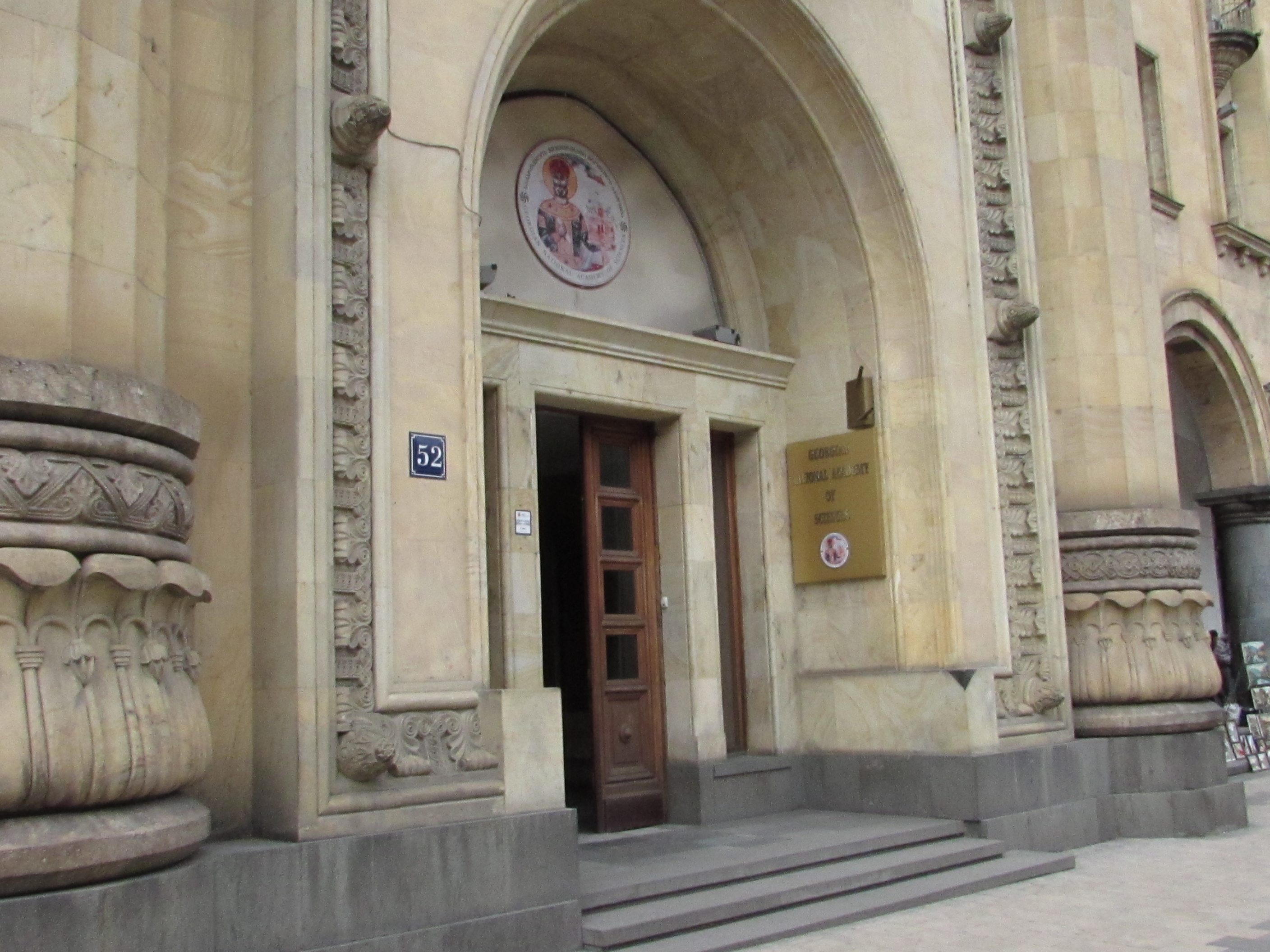
Главный вход в здание «Грузуголь» (просп. Руставели)
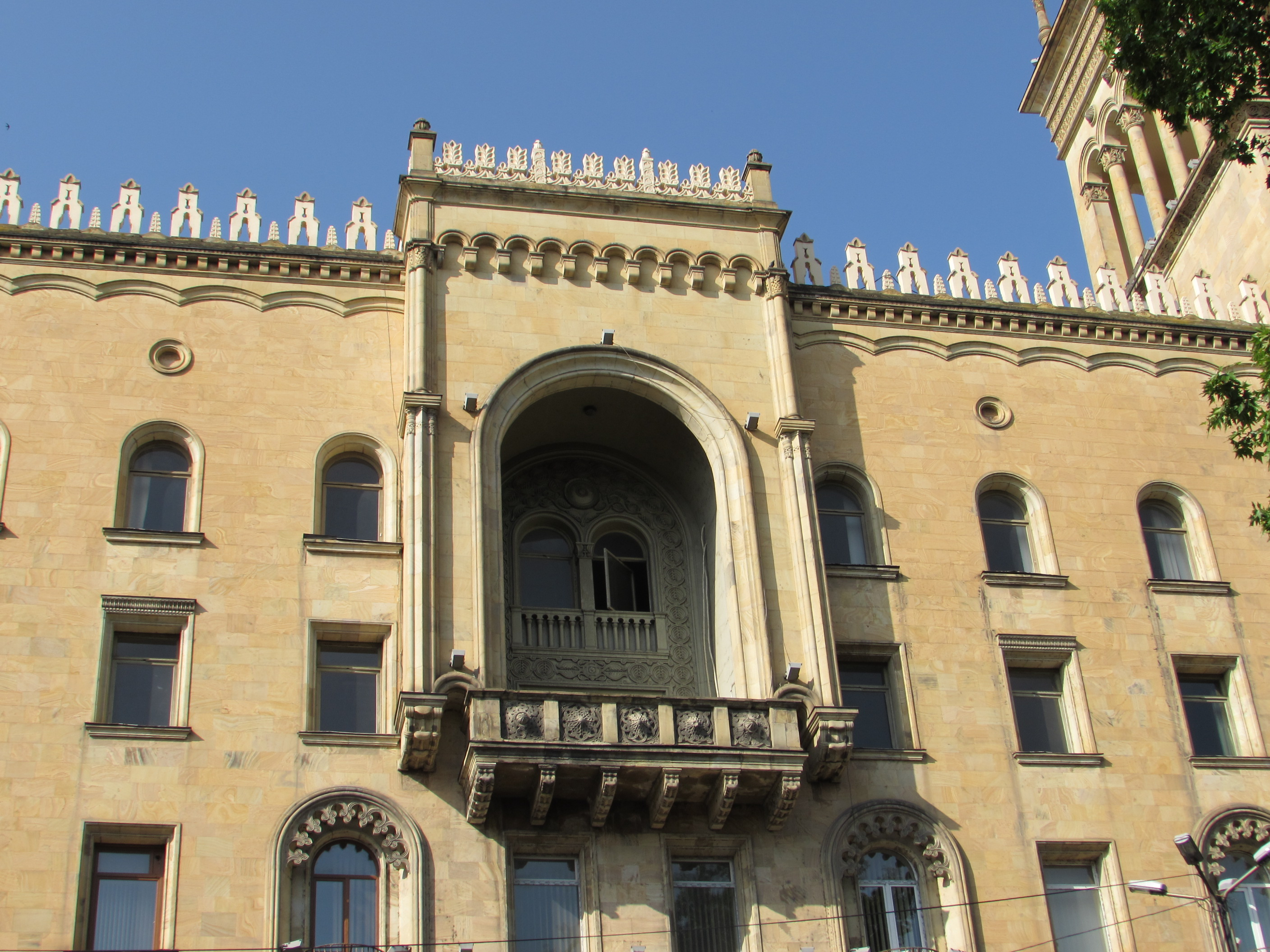
Один из балконов здания «Грузуголь» (главный фасад)
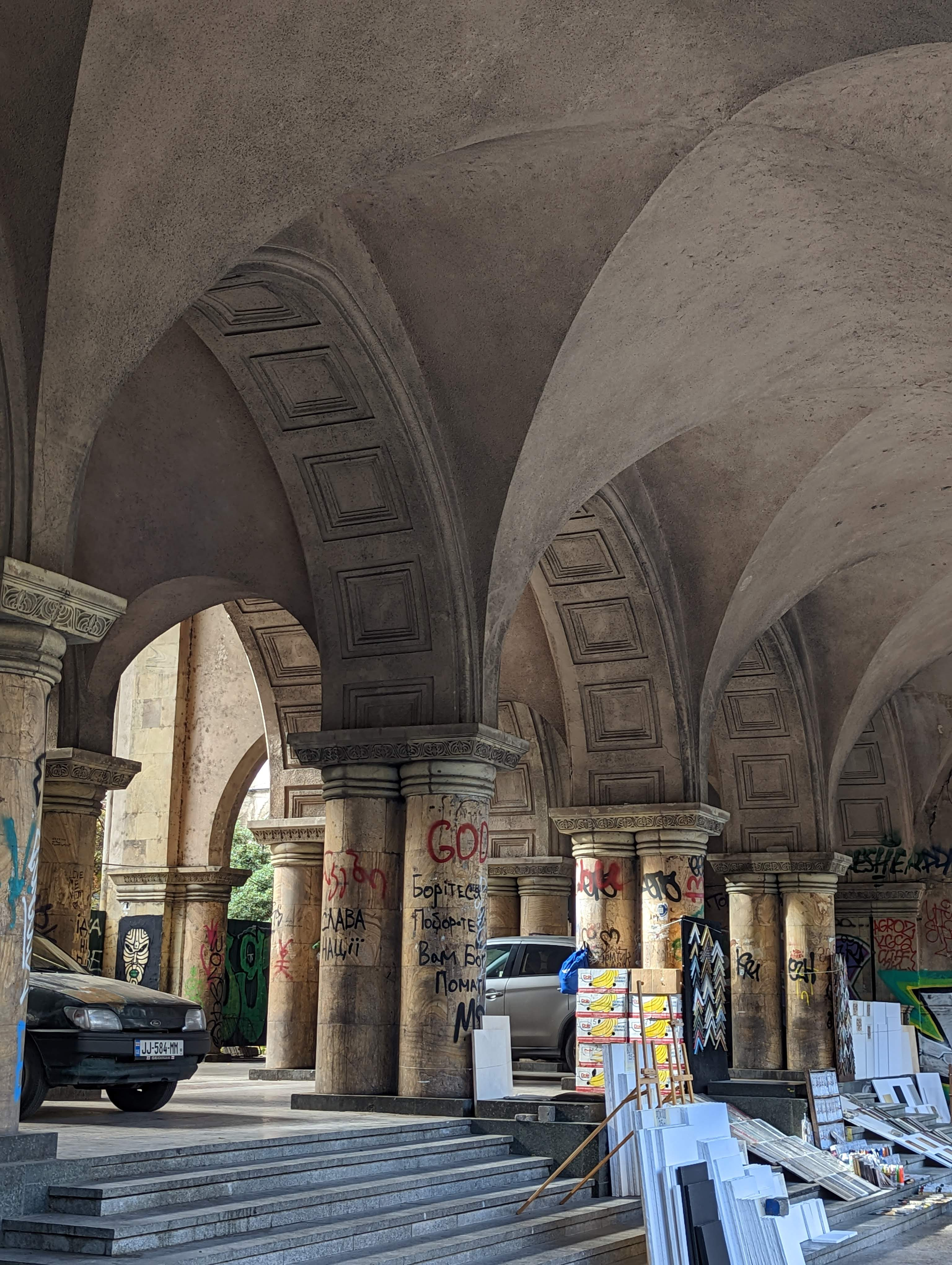
Аркадная галерея у главного фасада здания.
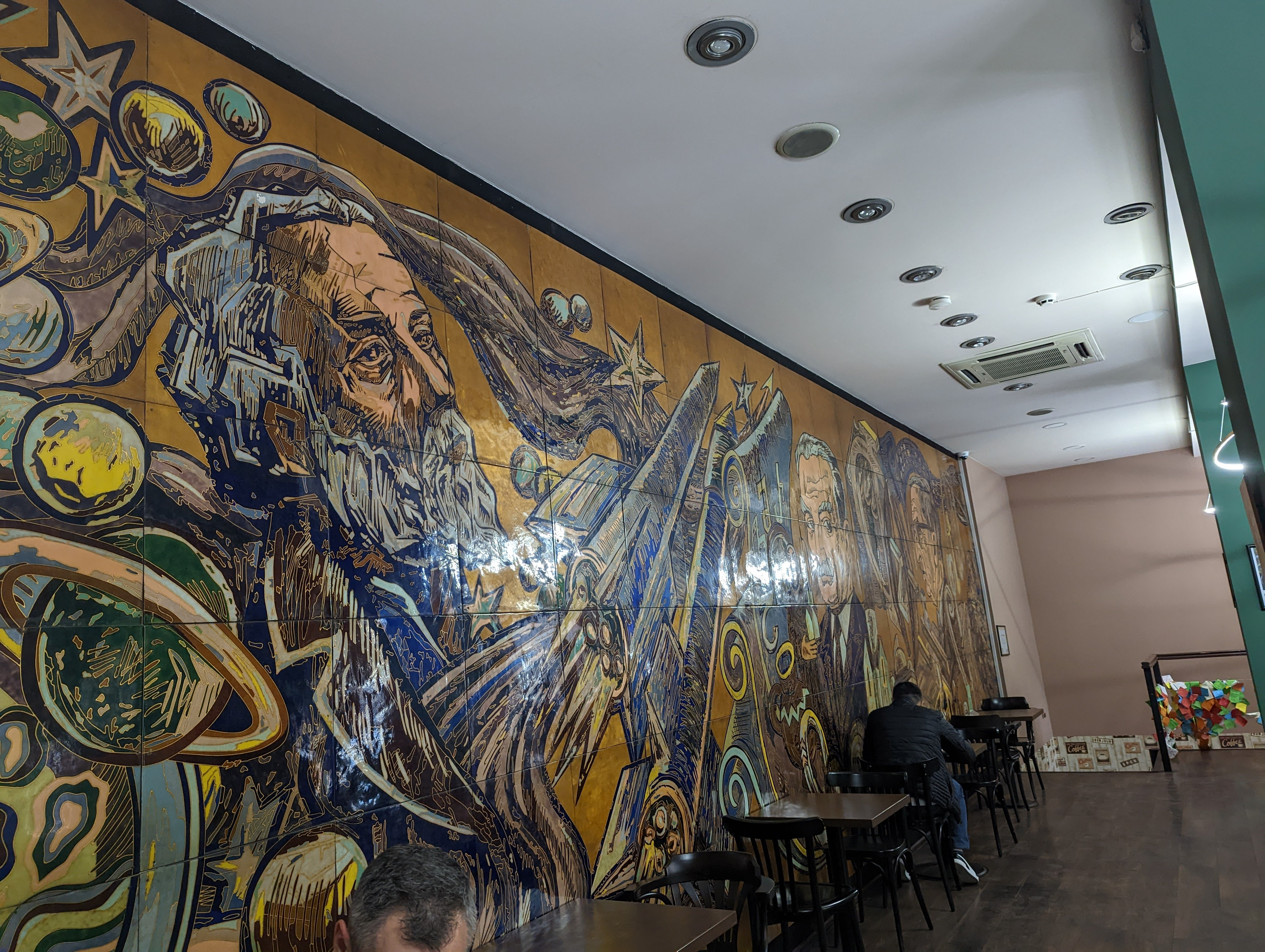
Большое настенное изображение в интерьере здания.